# Museo de Arte Timken
El Timken Museum of Art (o en español Museo de Arte Timken) es un museo ubicado en el Parque Balboa de la ciudad de San Diego, California. 
El Timken abrió en 1965 diseñado por el arquitecto Frank Hope. Muestra una significativa colección de antiguas pinturas, esculturas y tapices europeos, pertenecientes a la Putnam Foundation. Además de estas exposiciones también son exhibidas importantes colecciones de pintura americana e iconos rusos.
Específicamente, en las exhibiciones del museo se incluyen obras americanas (Copley, West, Cole, Bierstadt), italianas (Savoldo, Veronese, Guercino), españolas (Murillo) y francesas (Clouet, Claude, Boucher, Fragonard, David, Corot), pero la mayoría de sus impresionantes grupos de obras pertenecen a las escuelas flamencas y holandesas con obras maestras individuales como las de Pieter Brueghel el Viejo, Peter Paul Rubens, Anthony Van Dyck, Frans Hals y Rembrandt van Rijn.